# TBA価
TBA価（ティービーエーか）とは、油脂の変質の指標となる数値のひとつ。

## 概要
チオバルビツール酸（TBA）はマロンジアルデヒドと縮合反応を行い赤色を呈する。マロンジアルデヒド以外にも、脂質の酸化によって生じるアルデヒド類と反応して発色するものがあるので、油脂の酸化度を測定する方法としてよく用いられてきた。
しかし同じカルボニル化合物であっても発色が違うことや、再現性に乏しいことなどから、現在では補助的測定手段の域を出ていない。